# Remy Le Boeuf

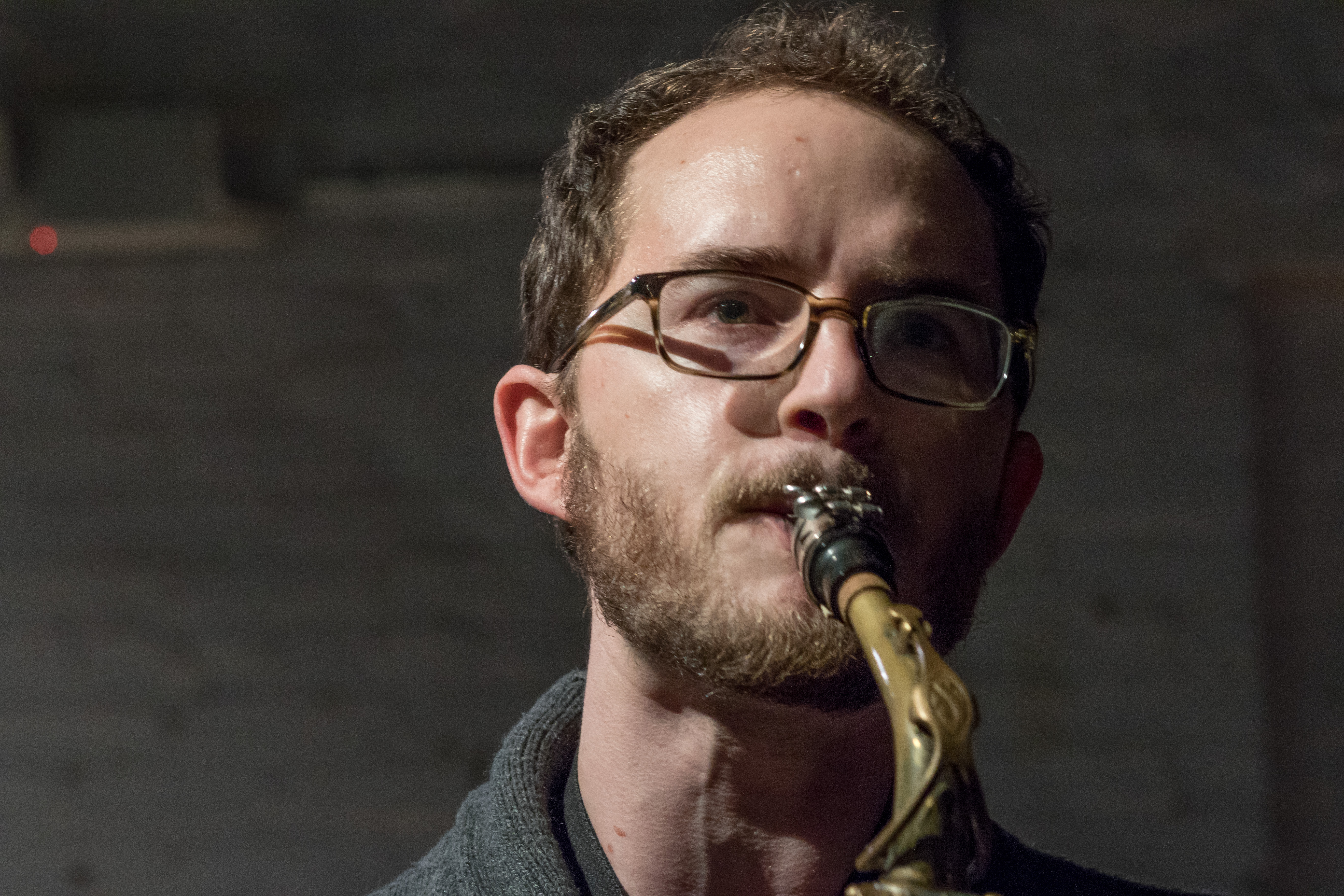
Remy Le Boeuf 2017

Remy Le Boeuf (* 3. August 1986 in Santa Cruz (Kalifornien)) ist ein US-amerikanischer Jazzmusiker (Altsaxophon, Komposition, auch Sopransaxophon, Klarinette, Flöte, Oboe) des Modern Jazz.

## Leben und Wirken
Remy Le Boeuf zog 2004 nach New York City, wo er regelmäßig als Bandleader, Sideman und (mit seinem Zwillingsbruder Pascal Le Boeuf) als Co-Leader von Le Boeuf Brothers auftritt. Den Bachelor und den Master of Music erwarb er an der Manhattan School of Music; außerdem studierte er Philosophie und Anthropologie an der Columbia University. Erste Aufnahmen entstanden 2009, als er mit dem Manhattan School of Music Jazz Orchestra und Dave Liebman (als Gastsolist) spielte, sowie in der Bigband Jeff Fairbanks’ Projekt Hansori.
2011 erhielt er einen Kompositionsauftrag der Chamber Music America für neue Jazz-Kompositionen, um ein großes Kammerwerk zu schreiben, das auf den Kurzgeschichten von Franz Kafka basiert. Darüber hinaus erhielt er sechsmal Stipendien der National Foundation for Advancement in the Arts (NFAA), den Young Jazz Composer Award der ASCAP Foundation, das Stipendium des New York Community Trust Edward & Sally Van Lier sowie (teils gemeinsam mit seinem Bruder) mehrere Down Beat Student Awards. Er wurde außerdem für das beste Jazzalbum bei den Independent Music Awards 2006 ausgezeichnet; 2007 war er Gewinner des West Coast Songwriters Song Contest in der Kategorie Jazz. Le Boeuf trat Im Laufe seiner bisherigen Karriere in der Carnegie Hall, auf dem Monterey Jazz Festival und dem Kennedy Center auf; er tourte international mit dem Ensemble Le Boeuf Brothers.
Nach dem Album In Praise of Shadows (2011 bei Nineteen-Eight Records erschienen) nahm er 2014 mit Le Boeuf Brothers das Album Imaginist auf, das für einen Grammy nominiert wurde. Im Bereich des Jazz war er laut Tom Lord zwischen 2009 und 2019 an neun Aufnahmesessions beteiligt, unter anderem mit Jonathan Saraga (Journey to a New World) und mit Sam Blakeslee. In dem Quintett Le Boeuf Brothers, die er mit seinem Zwillingsbruder (Piano) leitet, spielen gegenwärtig (2019) Tivon Pennicott (Tenorsaxophon), Rick Rosato (Bass) und Jochen Rückert (Schlagzeug). Le Boeuf verbindet Jazz mit klassischen, Indie-Rock- und elektronischen Einflüssen.

## Diskographische Hinweise
- Le Boeuf Brothers + Jack Quartet: Imaginist (New Focus Recordings, 2014), mit Ben Wendel, Pascal Le Boeuf, Ben Street, Martin Nevin, Justin Brown, Peter Kronreif + Streichquartett
- Assembly of Shadows (Soundspore Records 2019, mit Gregory Robbins, Vito Chiavuzzo, John Lowery, Carl Maraghi, Nick Depinna)
- Architecture of Storms (2021)